# Mikiya Eto
Mikiya Eto (衛藤 幹弥 Eto Mikiya?), född 29 september 1999 i Kumamoto prefektur, är en japansk fotbollsspelare.
Eto började sin karriär 2018 i Roasso Kumamoto.